# Helle Thomsen
Helle Thomsen, född 30 november 1970 i Frederikshavn, är en dansk handbollstränare och före detta spelare. Hon var 2016 till 2018 förbundskapten för Nederländernas damlandslag och är samtidigt tränare i den norska elitklubben Molde HK.

## Spelarkarriär
Helle Thomsen vann silver och brons i danska mästerskapet som spelare. Hon började sin karriär som sexåring i födelsestaden Fredrikshavn i KFUM. Hon spelade sedan ungdomshandboll i Fredrikshavn FI (Fredrikshavns förenade idrottsklubbar). 1988 började hon spela för Lyngså BK, som i slutet av 1980-talet spelade i högsta divisionen. Där vann hon brons i danska mästerskapet. Hon spelade sedan några år i Norge för Skogn IL och Drammen HK, innan hon återvände till Danmark och Fredrikshavn. Hon spelade som spelfördelare, alltså mittnia. Hon spelade aldrig i det danska landslaget.

## Tränarkarriär
När Helle Thomsen anställdes som assisterande tränare i FC Midtjylland skrev Kanal Fredrikshavn: "Helle Thomsen har varit tränare i Sindal, FfI og Team Tvis/Holstebro." I Sindal var hon spelande tränare. I Fredrikshavn blev hon aldrig mer än assisterande tränare och inte förrän Fox hade gått i konkurs och spelade i tredjeligan fick hon erbjudande att bli tränare. Men då tackade hon nej och fortsatte som spelaragent. Som man ser av samma källa: "Senast har hon arbetat för "People in sport", och det var inte lätt att lämna sportsrådgivningsfirman"." Helle Thomsen var tränare i Tvis Holstebro till 2009 och blev sedan den första kvinnliga spelaragenten i Danmark. 2011 återvände hon som assisterande tränare i FC Midtjylland. Efter något år blev hon huvudtränare i FC Midjylland och hade framgångar med danska mästerskapstitlar. Efter att hon slutat som förbundskapten i Nederländerna började hon träna Molde HK i Norge och stannade där i två säsonger. 2020 i augusti blev hon tränare i turkiska klubben Kastamonu men stannade inte säsongen ut utan bröt kontraktet redan i mars 2021. Hon började sedan i december arbeta för franska klubben Neptunes de Nantes och blev ensam huvudtränare där i början av 2022. Hon slutade som tränare i Nantes 2024 och klubben gick i konkurs. Säsongen 2024/25 blev hon åter tränare i CSM București.

### Landslagstränare
2014 var hon ett år tränare tillsammans med Thomas Sivertsson för Sveriges damlandslag i handboll. Hon slutade dock redan efter ett år på grund av olika handbollsfilosofier.  Efter det för Sverige misslyckade VM:et i Danmark 2015 fick Sivertsson sluta som förbundskapten för Sverige. Helle Thomsen tog då över rollen i OS-kvalet inför OS 2016 och förde Sverige till OS. Sverige ville att hon skulle stanna som förbundskapten men hon fick nej av sin klubb FC Midtjylland. Då blev Henrik Signell svensk förbundskapten. 
I augusti fick Helle Thomsen sparken av FC Midtjylland och i september blev hon ny förbundskapten för Nederländernas damlandslag. Helle Thomsen har sedan vunnit Silver i EM 2016 med Nederländerna och brons i VM 2017 i Tyskland. I EM 2018 blev Nederländerna åter trea efter seger mot Ungern i bronsmatchen. Efter mästerskapet slutade Helle Thomsen som nederländsk förbundskapten.

## Meriter som spelare
- Brons i DM med Lyngså BK, 1988[16]
- Silver i DM med Fredrikshavns FI

## Meriter som tränare
- Dansk mästare två gånger (2013 och 2015) med FC Midtjylland
- Cupvinnarcupmästare 2015 med FC Midtjylland
- EM-brons 2014 i Kroatien & Ungern med  Sverige
- EM-silver 2016 i Sverige med  Nederländerna
- VM-brons 2017 i Tyskland med  Nederländerna
- EM-brons 2018 i Frankrike med  Nederländerna